# Ich freue mich in dir, BWV 133

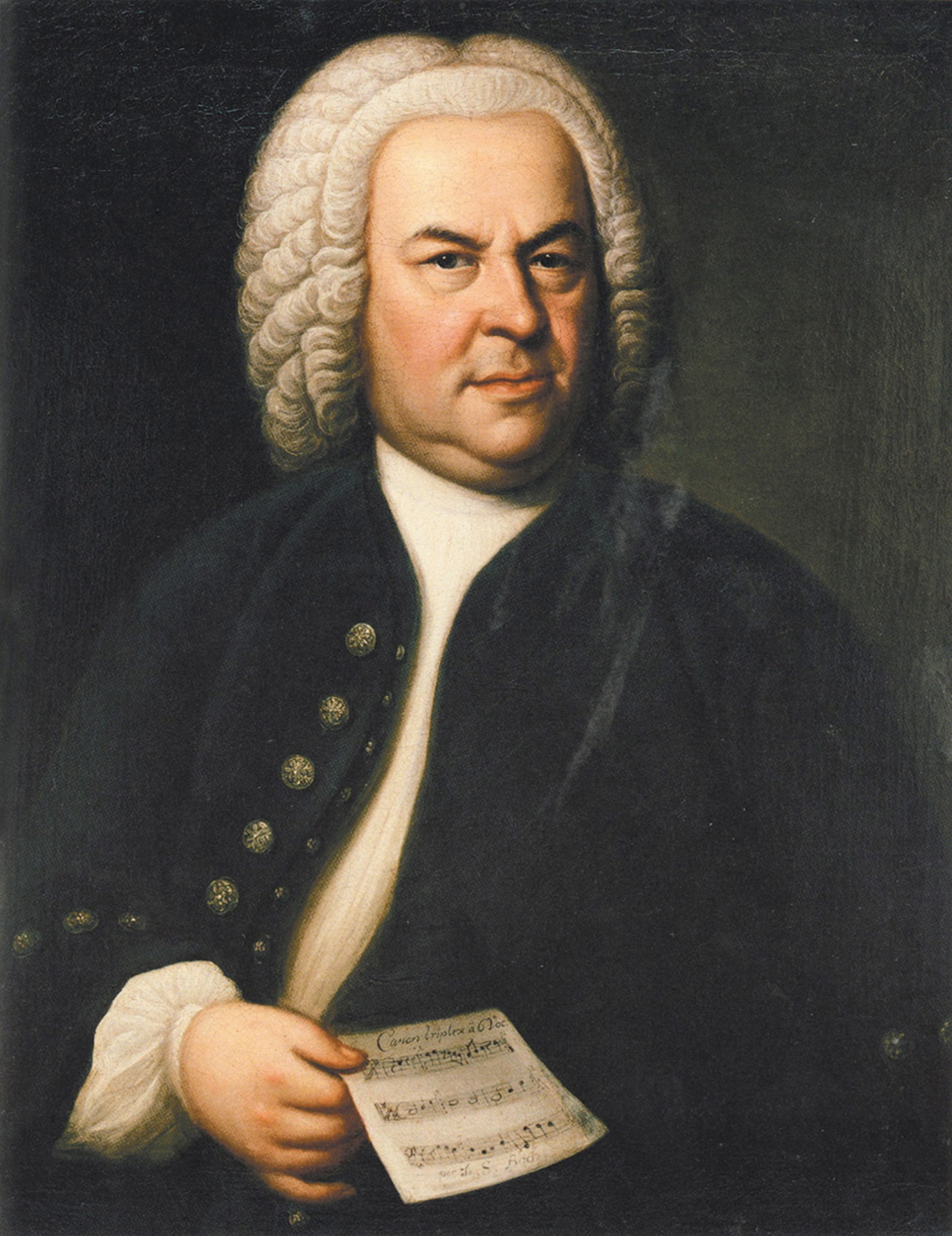
Johann Sebastian Bach, compositor de la cantata.

Ich freue mich in dir (Me regocijo en Ti), BWV 133, es una cantata de iglesia de Johann Sebastian Bach. Compuso la cantata navideña en Leipzig en 1724 para el tercer día de Navidad y la interpretó por primera vez el 27 de diciembre de ese año. La cantata coral se basa en el himno de Caspar Ziegler.

## Historia y texto
Bach escribió la cantata coral en su segundo año como Thomaskantor en Leipzig, como parte de su segundo ciclo de cantatas, para el tercer día de Navidad. Las lecturas prescritas para el día de la fiesta eran de la Epístola a los hebreos, Cristo es más alto que los ángeles, (Hebreos 1:1-14) y el prólogo del Evangelio de Juan, también llamado «Himno a la Palabra» (Juan 1:1–14). La cantata está basada en la coral en cuatro estancias Ich freue mich in dir (1697) de Caspar Ziegler. Es una de las corales más nuevas que sirvió como base para el segundo ciclo anual, mientras que Bach prefirió los amados himnos de poetas como Martín Lutero y Paul Gerhardt. El poeta desconocido del texto de la cantata retuvo la primera y la última estancia y parafraseó fielmente las internas a una secuencia de recitativo y aria. El texto no hace referencia a las lecturas ni a la fiesta de Juan el Evangelista. Expresa el gozo íntimo del creyente individual por la presencia de Dios en el niño Jesús.
Bach interpretó la cantata por primera vez el 27 de diciembre de 1724. El sucesor de Bach, Johann Friedrich Doles, interpretó la cantata después de la muerte del compositor.

## Partitura y estructura
La cantata consta de seis movimientos y tiene partitura para cuatro solistas vocales (soprano, alto, tenor, and bajo), un coro de cuatro partes, cornetto (para doblar la melodía coral), dos oboes de amor, dos violines, viola y bajo continuo.
1. Coro: Ich freue mich in dir
2. Aria (alto): Getrost! es faßt ein heil'ger Leib
3. Recitativo (tenor): Ein Adam mag sich voller Schrecken
4. Aria (soprano): Wie lieblich klingt es in den Ohren
5. Recitativo (bass): Wohlan, des Todes Furcht und Schmerz
6. Coral: Wohlan, so will ich mich

## Música
La coral se canta sobre una variante de una melodía de O Gott, du frommer Gott. Esta melodía probablemente era nueva para Bach, quien la anotó en la partitura del Sanctus, que también compuso para la Navidad de 1724 y luego hizo parte de su Misa en si menor, BWV 232. El cornetto toca el cantus firmus con la soprano, los oboes tocan con el violín segundo y la viola, mientras que el violín primero «brilla por encima de los demás». Las voces más graves se establecen en su mayoría en homofonía, con la excepción de expresar «Der große Gottessohn» (el gran hijo de Dios). John Eliot Gardiner resume: «Me resulta difícil imaginar música que transmita de manera más persuasiva la esencia, la exuberancia y la pura euforia de la Navidad que el coro de apertura de BWV 133».
Mientras que la cantata de Weimar Christen, ätzet diesen Tag, BWV 63 expresaba una alegría comunitaria en dos movimientos corales y dos dúos, una secuencia de cuatro movimientos para una sola voz refleja la alegría del creyente individual. El aria contralto va acompañada de los dos oboes de amor, el aria de soprano por las cuerdas, pasando de un tiempo par en las secciones exteriores a una siciliana en la sección central. El recitativo para tenor está marcado como adagio dos veces, una vez para enfatizar «Der allerhöchste Gotte kehrt selber bei uns ein» (El Dios omnipotente ha descendido y está entre nosotros), finalmente para citar de la coral tanto en letra como en música «Wird er ein kleines Kind und heißt mein Jesulein» (En su infinita bondad,
Dios se ha hecho niño y se llama Jesús). La cantata se cierra con una puesta a cuatro voces de la última estancia coral.